# Lady Writer
Lady Writer – utwór zespołu Dire Straits autorstwa Marka Knopflera, pochodzący z drugiego albumu Dire Straits, Communiqué. Został wydany jako singel promujący ten album, nie odniósł jednak dużego sukcesu, dochodząc zaledwie do 51. miejsca na angielskiej liście przebojów. Większą popularność zdobył utwór "Where Do You Think You're Going" ze strony B singla, zamieszczony później na albumie kompilacyjnym Money for Nothing.
Knopfler, zapytany w jednym z wywiadów, co stanowiło inspirację do utworu, powiedział, że został on napisany po obejrzeniu wywiadu w telewizji z pisarką. Według jego słów "zacząłem wtedy zdawać sobie sprawę, że mogę pisać piosenki o wszystkim, na co mam ochotę".
Silnie inspirowana głównie melodią, ale i tekstem tego utworu jest piosenka "Droga pani z telewizji" z albumu Śmierć dyskotece! grupy Lombard.